# Bartramia subithyphylla
Bartramia subithyphylla là một loài rêu trong họ Bartramiaceae. Loài này được Besch. mô tả khoa học đầu tiên năm 1872.